# 1976 chez Disney
L'année 1976 au sein de la société Walt Disney Productions est marquée par le début d'une mauvaise période pour l'entreprise ave des déconvenues cinématographiques et les départs à la retraite des employés ayant côtoyés Walt Disney

## Résumé
Mark Arnold considère l'année 1976 comme celle où la société Disney perd pied même si ce n'est pas évident. Winnie l'ourson est encore en campagne pour la présidentielle. La direction change avec Donn Tatum qui devient président du directoire et Card Walker qui lui succède au poste de directeur général.
C'est le début des problèmes pour le studio et l'entreprise principalement avec le refus de produire un film prévu l'année suivante, La Guerre des étoiles. Après le décès prématuré de Bill Walsh début 1975 qui a un effet néfaste sur les productions du studio en raison de son implication, un autre membre de longue date du studio prend lui sa retraite en 1976, Robert Stevenson après le film Un candidat au poil. Stevenson décède en 1986. De nombreux membres réguliers des productions Disney partent en retraite à partir de cette année 1976 que ce soit dans l'animation ou la prise de vues réelles, laissant un grand nombre de novices n'ayant jamais côtoyé la vision initiale de Walt Disney prendre les rênes des activités.

### Productions audiovisuelles
La production cinématographique est insignifiante avec la plus grosse production étant le retour de Dean Jones dans Un candidat au poil, une nouvelle adaptation ou suite de Quelle vie de chien ! (1959). Le studio ressort les films Dumbo (1941) et Peter Pan (1953). Mark Arnold mentionne le film La Chouette Équipe (The Bad News Bears) comme un film que le studio aurait pu produire avec une distribution remaniée et un polissage des propos pour retirer les grossièretés. Ce film produit par Paramount Pictures a reçu un très bon accueil du public et a fait l'objet de deux suites La chouette équipe se révolte (The Bad News Bears in Breaking Training, 1977) et The Bad News Bears Go to Japan (1979), ainsi qu'un remake Bad News Bears (2005).
L'émission The Wonderful World of Disney poursuit sa production avec une demi-douzaine de téléfilms. en baisse par rapport aux années précédentes. Deux émissions spéciales sont produites Monsanto Night Presents Walt Disney's America on Parade et  Christmas in Disneyland. La rediffusion de l'émission des années 1950 The Mickey Mouse Club reprend pour une seconde saison mais elle est moins populaire et sera remplacée en cours de saison en janvier 1977 par une nouvelle version.

### Parcs à thèmes et loisirs
Les cérémonies du bicentenaire des États-Unis, se poursuivent avec America on Parade à Disneyland et au Magic Kingdom et un livre est publié pour accompagné l'événement.
Le parc Disneyland accueille une nouvelle boutique dans Main Street, USA, la Disneyana Shop, première tentative de Disney de vendre des objets de collections Disney.
Le Magic Kingdom accueille son 50 millionième visiteur, nommée Susan Brummer. Le parc aquatique River Country ouvre durant l'année.

### Autres médias
Les labels phonographiques éditent toujours des bandes originales et quelques albums en dehors de ce catalogue. Un album intitulé Winnie the Pooh for President est publié mais le narrateur Sebastian Cabot, qui devait être en mauvaise santé car il succombe en 1977, n'est pas présent toutefois Sterling Holloway et John Fiedler prêtent encore leur voix respectivement à Winnie et Porcinet. Cet album comprend aussi les débuts chez Disney de Larry Groce (en), carrière qu'il poursuit avec plusieurs chansons pour enfants dans les années 1980 dont 6 ont été certifiés or ou argent. L'album de Winnie l'ourson, celui de  Dicken's Christmas Carol (de 1975) et la bande originale de Blanche-Neige et les Sept Nains ont sélectionné pour l'édition enfants des Grammy Awards.
Gold Key Comics poursuit ses publications de comics en arrêtant Walt Disney Comics Digest mais relançant Moby Duck. L'éditeur publie deux one-shots Mickey Mouse Mini-Comics and Uncle Scrooge Mini-Comics.
Publications Gold Key Comics
- Donald Duck
- Mickey Mouse
- Uncle Scrooge
- Walt Disney's Comics and Stories
- The Beagle Boys
- Huey, Duey, Louie Junior Woodchunks
- Chip'n Dale
- Super Goof
- Scamp
- Walt Disney Comics Digest
- Walt Disney Showcase
- Daisy and Donald
- Moby Duck

Une importante biographie de Walt Disney est publiée, Walt Disney, an american original écrite par Bob Thomas.

## Événements

### Février
- 4 février 1976, Sortie nationale du film La Montagne Ensorcelée en France
- 5 février 1976, Sortie nationale du film La Folle Escapade aux États-Unis[2],[4].
- 13 février 1976, Décès de John Lounsbery, animateur et réalisateur[5]

### Mars
- 3 mars 1976, Décès de Ray Gilbert, compositeur américain[6]

### Avril
- 30 avril 1976, L'animateur Milt Kahl, l'un des "Nine Old Men" prend sa retraite

### Mai
- 26 mai 1976, Sortie du film Les Petits Voleurs de chevaux au Royaume-Uni[7]

### Juin
- 20 juin 1976, Ouverture du parc aquatique River Country au Walt Disney World Resort[8]

### Juillet
- 1er juillet 1976, Sortie du film Le Trésor de Matacumba aux États-Unis[9]
- 7 juillet 1976, Sortie du film Gus aux États-Unis[10]

### Août
- 8 août 1976, Décès de Winston Hibler, réalisateur[11]

### Septembre
- 29 septembre 1976, Décès de Samuel Armstrong, artiste de layout et réalisateur[12]

### Décembre
- 17 décembre 1976, 
  - Sortie du film Un candidat au poil aux États-Unis[13]
  - Sortie du film Un vendredi dingue, dingue, dingue en avant-première mondiale à Los Angeles[14],[15],[16]